# Jacques II de Crussol
Jacques II de Crussol, dit le baron d’Acier, né le 20 juin 1540 et mort le 7 septembre 1586, est un capitaine des guerres de religion.

## Biographie
Troisième fils de Charles de Crussol, vicomte d'Uzès et de Jeanne Ricard de Genouillac, il est le frère d'Antoine de Crussol, fait duc d’Uzès en 1565.
Jacques II de Crussol épouse, en 1568, Françoise-Louise de Clermont-Tonnerre, fille d'Antoine III de Clermont, vicomte de Tallard et de Françoise de Poitiers-Valentinois (sœur de Diane), et nièce de sa belle-sœur Louise de Clermont (comtesse de Tonnerre, sœur d'Antoine III de Clermont et femme d'Antoine de Crussol d'Uzès). De cette union, sont issus un fils et quatre filles.
Il porte d'abord le titre de seigneur de Beaudiné ou Baudiné, puis celui de seigneur d'Assier ou d'Acier sous lequel il joua un grand rôle, à la tête de l'armée huguenote pendant les trois premières guerres. Il combat en Languedoc ou en Dauphiné, puis rejoint les troupes de Condé et de Coligny. Il est fait prisonnier à la bataille de Moncontour.
Lors de la Saint-Barthélemy, son jeune frère Galiot, appelé seigneur de Beaudiné depuis 1566, est assassiné ; lui-même est sauvé grâce à son aîné Antoine, et est protégé après par le roi.
Il devient catholique et dès lors, il combat du côté du roi. En 1573, il est au siège de La Rochelle dans l'armée de Henri d'Anjou. Il devient duc d'Uzès à la mort de son frère Antoine, le 14 août 1573.
En 1574, lors de la quatrième guerre civile, il combat à la tête de l'armée royale comme lieutenant général de Languedoc[réf. nécessaire] contre les huguenots et catholiques unis commandés par Damville.
Lors de la création de l'ordre du Saint-Esprit par Henri III, en 1578, Jacques de Crussol, duc et pair de France, fut le second sur la liste de promotion.
Il meurt à Paris. Son fils unique, Emmanuel, lui succède dans le duché-pairie d'Uzès.